# Frank Malina
Pour les articles homonymes, voir Malina.
Frank Joseph Malina (2 octobre 1912 à Brenham (Texas) - 9 novembre 1981 à Boulogne-Billancourt) est un ingénieur en aéronautique et un peintre, connu pour avoir été un pionnier du monde de l'art et de l'ingénierie spatiale. Son père était originaire de Bohême. 

## Études
Il entame des études d'ingénieur mécanicien à la Texas A&M University en 1934. En 1935, alors qu'il poursuit ses études au California Institute of Technology (Caltech), Malina persuade son professeur d'aéronautique Theodore von Kármán de l'autoriser à poursuivre des recherches sur les fusées et leur système de propulsion. Son but était de développer une fusée-sonde. En 1940, il obtient un doctorat au Caltech pour sa thèse portant sur la propulsion et la trajectoire des fusées.

## Fusées

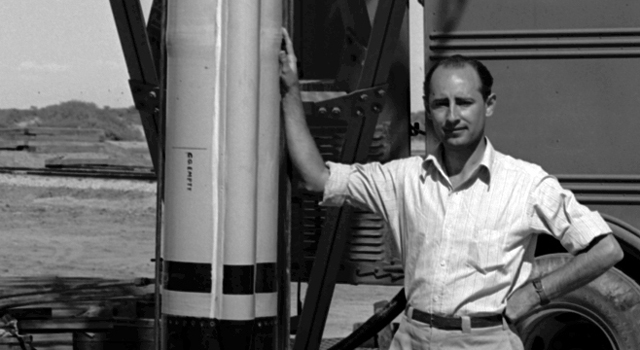
Frank Joseph Malina en plein travaux

Malina et cinq associés (dont Jack Parsons) seront surnommés au Caltech le suicide squad (l'escadron suicide) en raison de leurs expériences (et de leurs échecs) lors de leurs tests de moteurs de fusée. 
Le groupe de Malina est contraint de déplacer son centre d'essais loin du campus principal du Caltech dans la région de l'Arroyo Seco dans le comté de Los Angeles. Ce site ainsi que les recherches que mène Malina deviendra plus tard le Jet Propulsion Laboratory (JPL) dont il sera le second directeur de 1944 à 1946.
En 1942, von Kármán, Malina et trois autres étudiants fondent l'Aerojet Corporation.
À la fin 1945, les fusées de Malina deviennent trop grosses pour les bâtiments de l'Arroyo Seco, la base d'essais est donc déplacée à White Sands Missile Range au Nouveau-Mexique. C'est ici que le projet de fusée-sonde WAC Corporal devient la première fusée à atteindre les 50 miles (80 km) d'altitude.

## UNESCO
En 1947, alors que les recherches sur les fusées s'engagent sur la voie des systèmes d'armes, Malina qui désapprouve cette nouvelle orientation va réévaluer l'orientation de sa carrière et quitter Aerojet. Il rejoint alors les Nations unies en tant que Secrétaire de l'Organisation des Nations unies pour l'éducation, la science et la culture (UNESCO) sous la direction de Julian Huxley. 
En 1951, Malina devient directeur de la division de la recherche scientifique de l'UNESCO. Deux ans plus tard, Malina quitte l'UNESCO pour s'intéresser à l'art cinétique.

## Carrière artistique
Dès 1953, Malina entame une carrière artistique et s'installe à Paris. Dès lors ses œuvres seront présentées dans les salons et les expositions les plus prestigieuses, comme la Galerie d'Orsay, le salon « Les arts en France et dans le monde », l'exposition Jules Verne, la Foire de Paris, le musée des Arts décoratifs à Paris, le Whitney Museum of American Art à New York, etc.
En 1967 il fonde le Leonardo Journal, un journal international de recherche écrit par des artistes et concernant leurs travaux et se concentrant sur les interactions entre l'art contemporain avec les sciences et les nouvelles technologies. 
Frank Malina est mort le 9 novembre 1981 à Boulogne-Billancourt en France, d'une crise cardiaque.

## Source
- (en) Cet article est partiellement ou en totalité issu de l’article de Wikipédia en anglais intitulé « Frank Malina » (voir la liste des auteurs).